# 神机箭

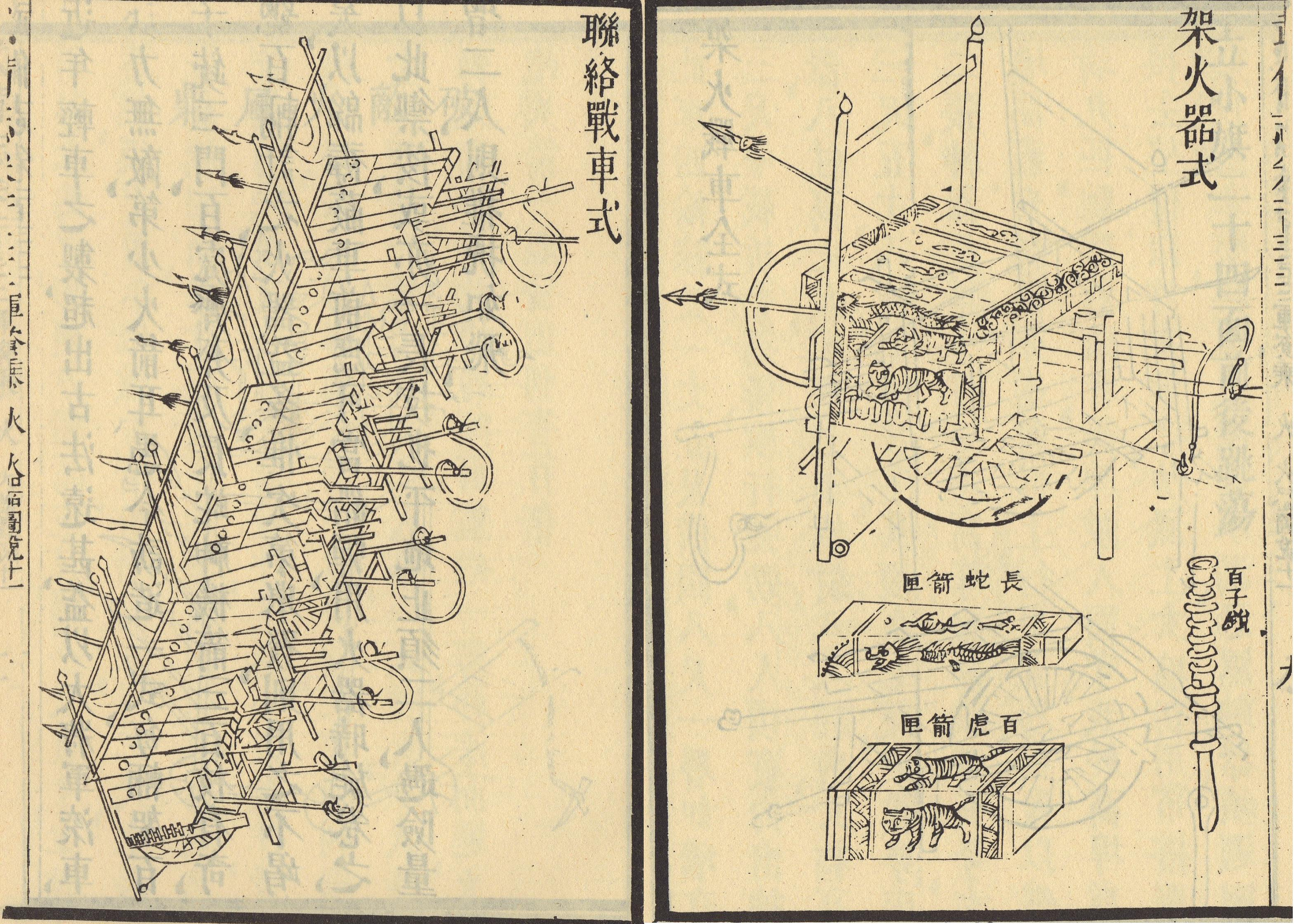
《武备志》中的架火战车圖示。

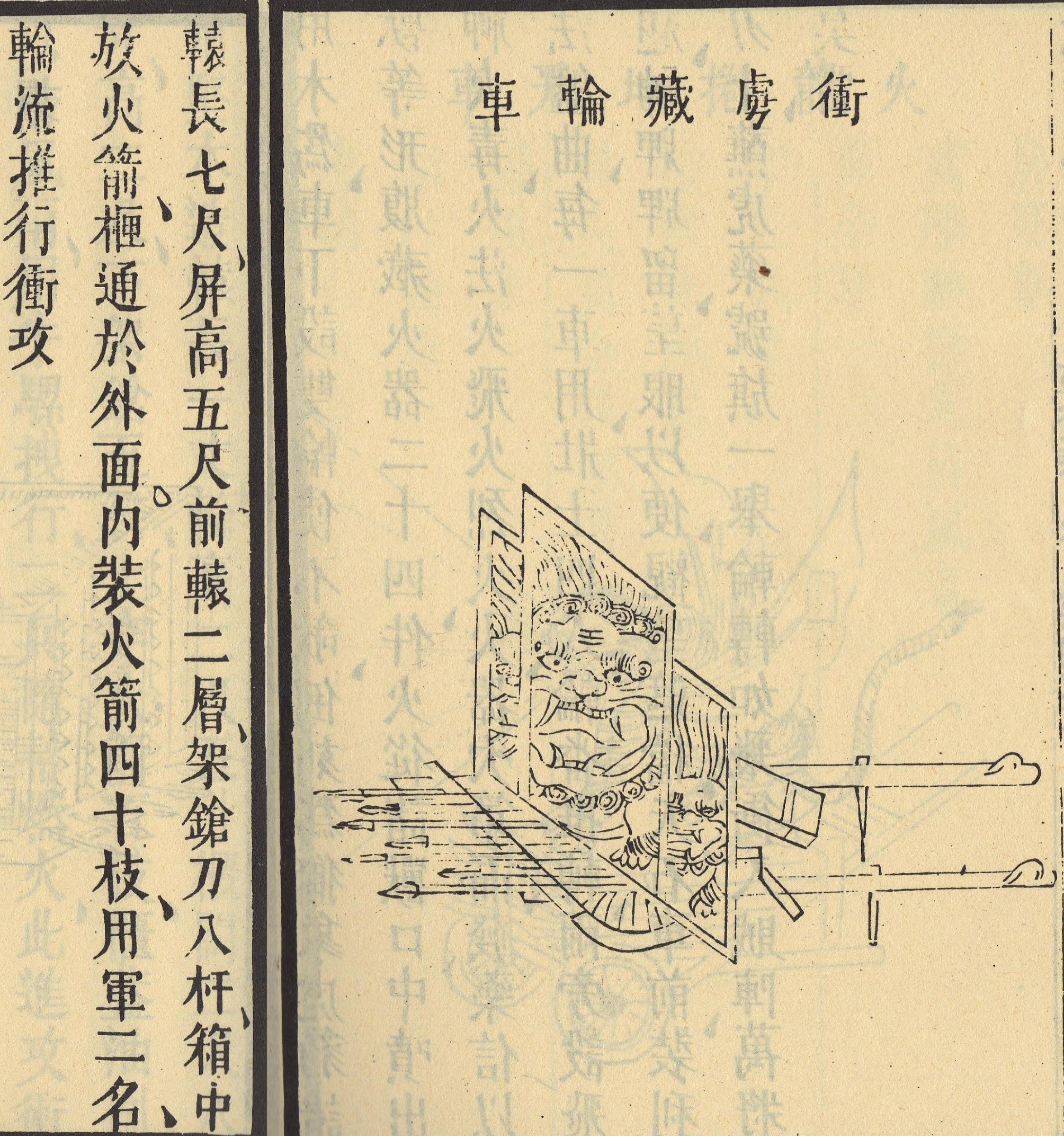
《武备志》中的衝虜藏輪車圖示。

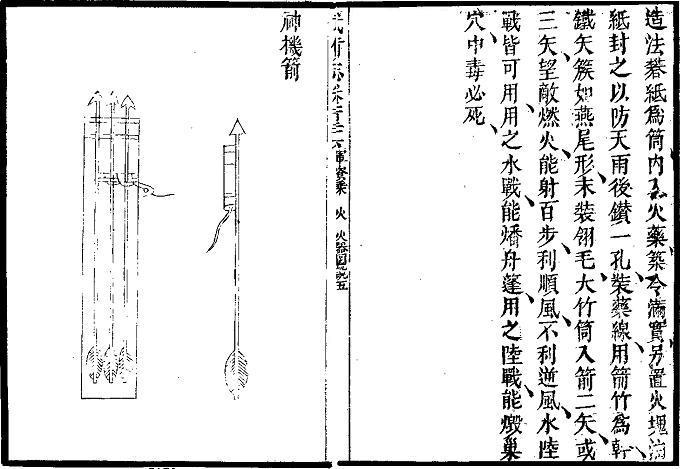
《武备志》的神機箭

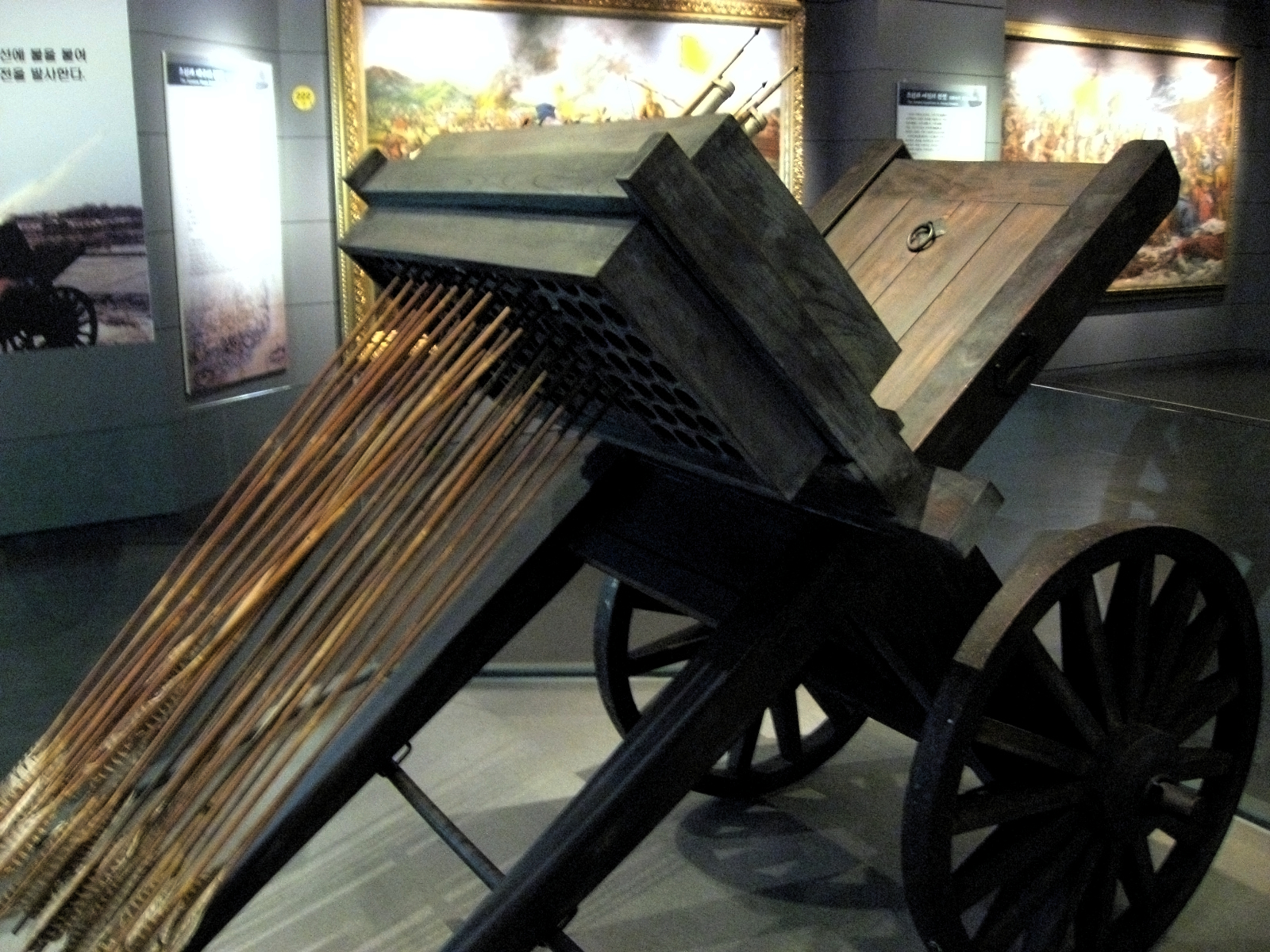
韓國博物館的火車與上面的朝鮮神機箭

神機箭是源自中國的熱兵器，後來又傳到朝鮮半島，是種放在推車上依靠火藥發射的火箭，射程可長達1到2公里；裝備於朝鲜世宗大王的神机箭与装备于明朝建文帝年間的一窩蜂火器。源自于中国明朝的单兵用則作手持的一窩蜂火器，順風時射程百步（明朝5尺为一步相当于1.65米）；将火箭装在拒马车上作為攻防两用的「火兽飞車炮」，散形打击範圍約2公里，火力颇为犀利。另有龙形重型多级火箭，龙口置神机箭两枚，龙腹内置神机箭四枚，在水面三四尺高度连续飞行達2公里后一级火箭脱落二级火箭在龙口内点火复飞，能让对手人船俱焚，是为火龙出水。

## 火箭型式

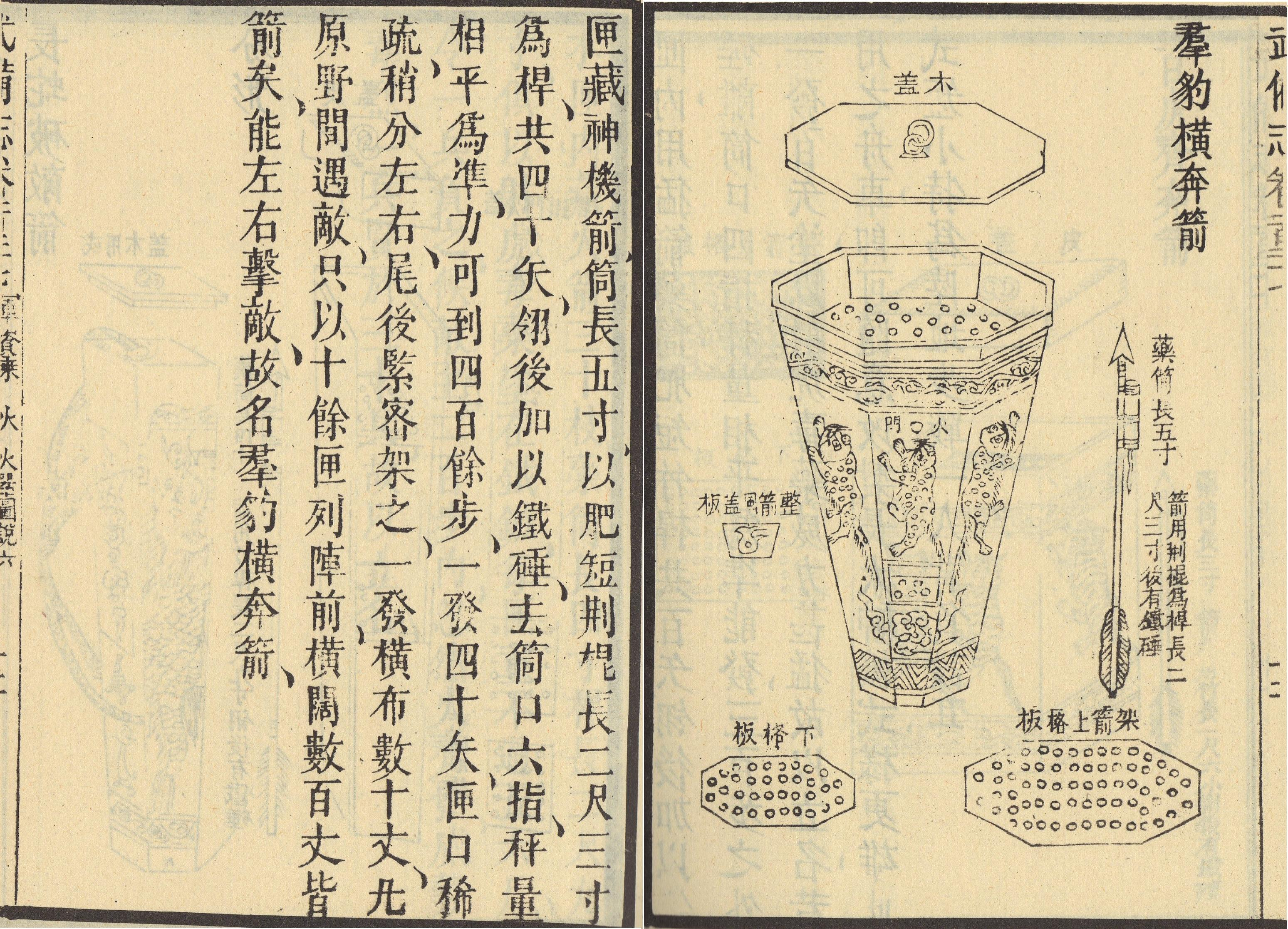
《武備志》的群豹奔橫箭

明朝时将火器统称“神机”一词，有专门的火器部队称作神机营，而单发火箭称作单飞神火箭，朝鲜的神机箭与明朝的单飞神火箭完全不同的是，朝鲜神机箭是一次性同时发射100发箭的神机箭车组成3人一组，一名发射手，一名填箭手，一名指挥手组成的高效武器，而且被朝鲜军队装备到战船上，朝鲜神机箭分三种，大神机箭(用于装备海军)，中神机箭（装备于海军与陆军），小神机箭(装备海军与陆军)。《武備志》書中記載的单飞神火箭作法，是以礬紙為筒，放滿火藥，另外置火塊油紙封口，再鑽一孔裝藥線，用竹為杆，箭鏃燕尾形，未裝翎毛，大竹筒入箭兩枝或三枝，向敵方點火，順風時能射百步之遙，逆風時使用則效果不佳，水陸戰皆可用，水戰時使用能燒船的帳篷，陸戰時使用能燒燬敵方巢穴，中毒必死
《火龍神器陣法》紀錄神机箭可使用於單兵使用小型集束火箭的火蜂窩、以及安營立寨火龍神器、四十九矢飛廉箭、萬勝神毒火屏風、神火萬全鐵圍營，依药筒尺寸和装药量不同，射程150步至500步。车载火箭将神机箭装在拒马车上，用坚木为车，身披坚甲，下设双轮，使不倚侧，刻为虎豺狮象之形。车辆前装刺刀，侧有盾牌，车装小型火炮（神弹）、神箭、神枪（鸟铳）、毒火箭、毒烟喷桶和猛火油柜二十四套（件），远则发火炮轰击再近则发射火箭和神枪若再靠近则发射毒火箭，若敌人冲至近前则用猛火油柜和毒烟喷桶烧杀或毒杀对手，或干脆推动战车，用利器刺杀敌人。配备四名士兵，打击范围阵前2公里。史载：“号旗一举，车轮如飞，万將难挡，平原旷野用此冲之，无有不破之阵，若冲骑，尤为神捷”为步兵和骑兵克星。還有單飛神火箭只有一支，能飛300~400步。《武備志》載神机箭可使用一窩蜂、百虎齐奔箭、神火万全铁围营式等，都用筒形容器内裝箭，作战时常并架数十桶至百桶，各支火箭的药线连在一根总线上，“总线壹燃，众矢齐发，势若雷霆之击，莫敢当其锋者。”火器與火器陣所用神机箭支數與射程如下表。
| 火器名           | 神机箭支數 | 攻打射程    |
| ---------------- | ---------- | ----------- |
| 朝鲜小神机箭     | 100支/车   | 100米       |
| 朝鲜中神机箭     | 100支/车   | 150米       |
| 朝鲜大神机箭     | 16支       | 1~2公里     |
| 單飛神火箭       | 1          | 300~400步   |
| 火龙出水         | 4          | 2~3公里     |
| 五虎出穴箭       | 5          | 500步       |
| 七星箭           | 7          |             |
| 九龙箭           | 9          |             |
| 火弩流星箭       | 10         |             |
| 火龙箭           | 17~20      |             |
| 群鹰逐兔箭       | 25         |             |
| 长蛇破敌箭       | 30         | 200步       |
| 一窝蜂（火蜂窝） | 32         | 100步       |
| 群豹横奔箭       | 40         | 400步       |
| 四十九矢飞廉箭   | 49         | 150步~500步 |
| 百矢弧箭         | 100        |             |
| 百虎齐奔箭       | 100        | 300步       |
| 万胜神毒火屏风   |            | 150步~500步 |
| 神火万全铁围营   | 320支/桶   | 150步~500步 |
| 安营立寨火龙神器 |            | 150步~500步 |
| 火兽飞车炮散形   |            | 2公里       |
| 拒敌火柜车       | 100支/箱   | 150步~500步 |

## 傳入朝鮮半島
朝鮮王朝時，當地參照中國神機箭，把高麗時代的崔茂宣發明的火器走火（韓語：주화）改造，使箭僅靠火藥的化學能就能發射，不再需靠弓弩的機械能而且射程長，而最大射程達1~2公里。於朝鮮世宗時的1448年以火器的雅名「神機」，取名為神機箭。與明軍的神機箭差別在朝鮮神機箭有翎毛。
朝鲜成宗年代（1474年）出版的《國朝五禮序例兵器圖説》中記載有關神機箭的介紹，有大神機箭、散火神機箭、中神機箭、小神機箭等種類，以及火箭推進式弓箭的設計圖。朝鲜火器著作《铳筒胜录》详细记录有神机箭的尺寸外形制作方法等，虽无原书存世，但其外形插图资料今天仍然可以看到。朝鮮將神机箭安裝在推車上以利行動，此種齊射火箭的火器則稱為火車（韓語：화차）。探索頻道的節目「流言終結者」曾測試這武器是否可行。
大神機箭長52公分，射程1到2公里，落地後能爆炸。中神機箭長13公分， 射程150公尺，落地後可入沙地30公分深。小神機箭主要是裝配在火車上，約一百發，射程100公尺，無爆炸效果。

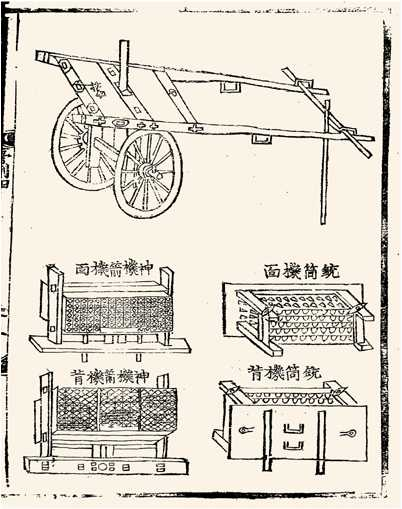
16世紀朝鮮記錄的火車造法

## 战例
1234年蒙古灭金之后，将在开封等地虏获的工匠、作坊和火器全部掠走，还把金军中的火药工匠和火器手编入了蒙古军队。次年，蒙古大军发动了第二次西征，新编入蒙军的火器部队也随军远征。1236年秋，蒙古大军攻至伏尔加河沿岸，在这里击溃钦察部后，进入俄罗斯腹地。在随后的几年中，装备火器的蒙古大军横扫东欧平原。1241年4月9日，蒙古大军与3万波兰人和日尔曼人的联军在东欧华尔斯塔德大平原上展开激战。根据波兰历史学家德鲁果斯《波兰史》一书的记述，蒙古大军在这场会战中使用了威力强大的火器。波兰火药史学家盖斯勒躲在战场附近的一座修道院内，偷偷描绘了蒙古士兵使用的火箭样式。根据盖斯勒的描绘，蒙古人从一种木筒中成束地发射火箭。因为在木筒上绘有龙头，因此被波兰人称作“中国喷火龙”。
建文二年(1400)，燕王朱棣和李景隆大战于白沟河，当时明军使用叫一窠蜂的火器，史载：“时李景隆、胡观、郭英、吴杰等合军六十万，号百万，列阵以待。我师进薄之，景隆等稍动。上以数十骑驰入其阵，将士奋跃而从，敌人马辟易敌藏火器于地，其所谓一窠蜂、揣马舟者，着入马皆穿，而我军俱无所复”。
《明实录》和《经略复国要编》描绘万历朝战战争时明军使用重型火箭攻城和水战的情景。

## 外部連結
- 央視-明朝多管火箭之謎 （页面存档备份，存于）